# Puerto Hércules

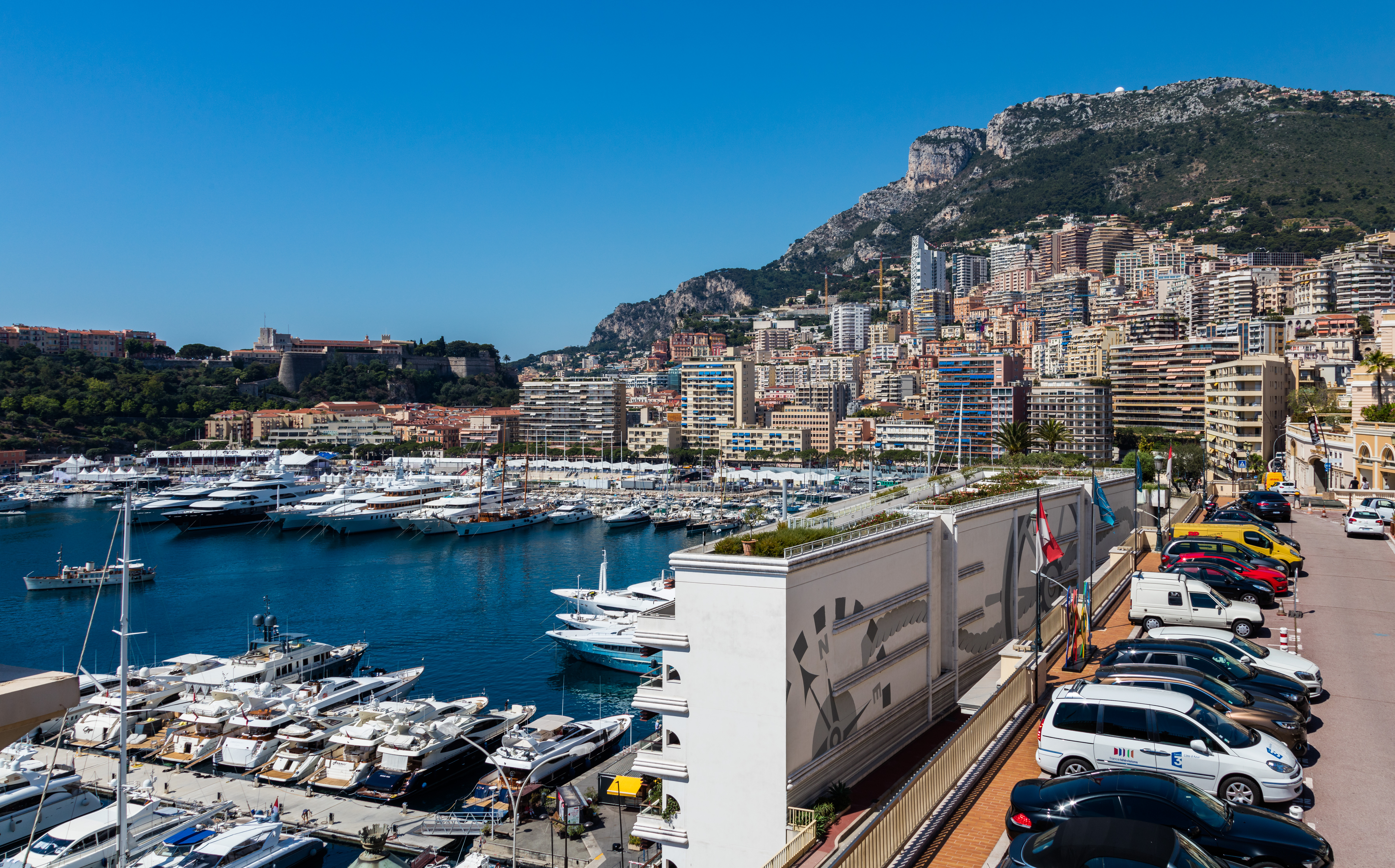
Puerto de Hércules.

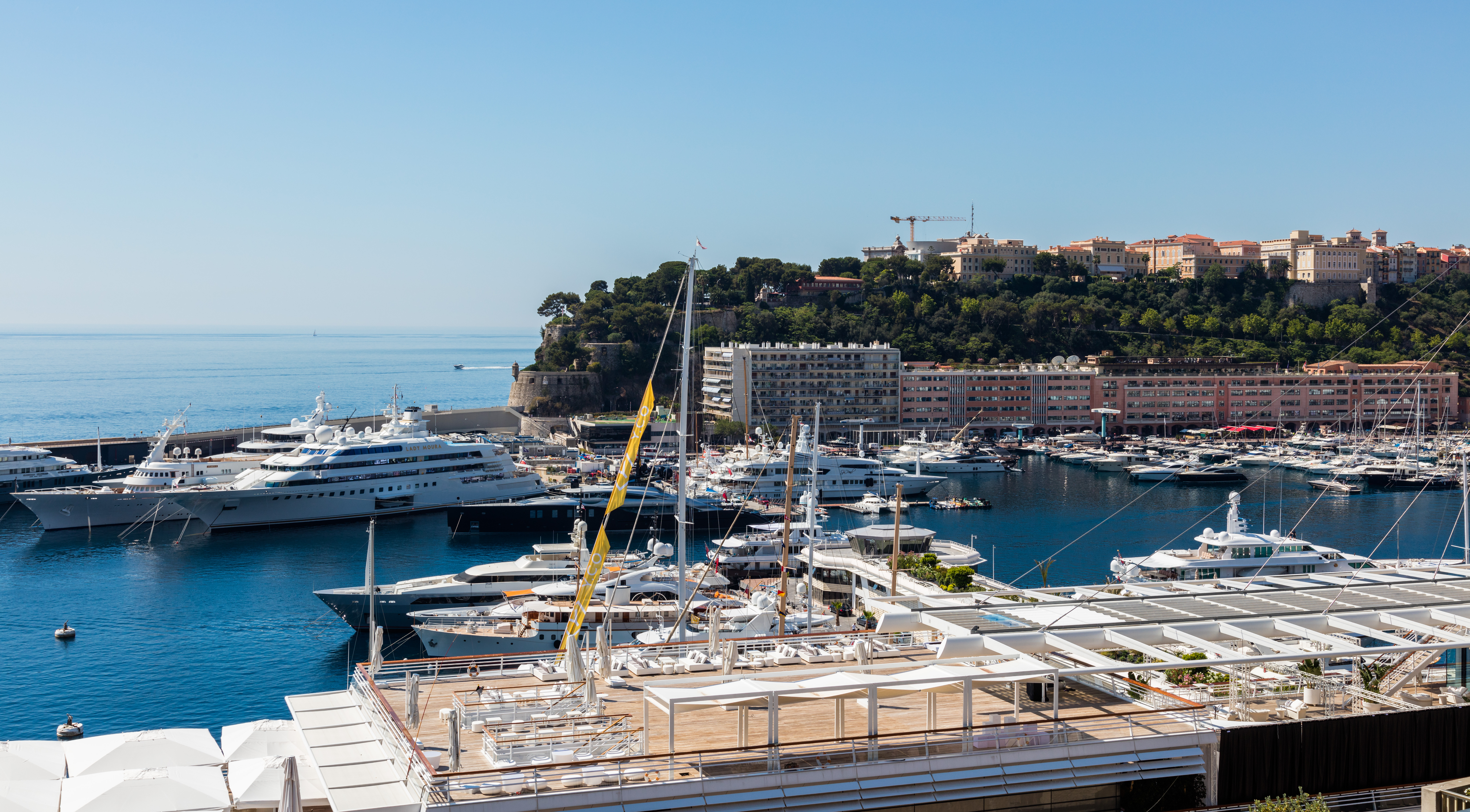
Embarcaciones en el puerto.

Puerto Hércules (en francés: Port Hercule) es el único puerto de aguas profundas de Mónaco. El puerto ha estado en uso desde tiempos remotos. El moderno puerto se completó en 1926, y fue sometido a mejoras sustanciales en la década de 1970. Cubre casi 40 hectáreas (160.000 m²), suficiente para proporcionar anclaje con capacidad para 700 embarcaciones. El puerto está situado en el distrito de La Condamine. Pilotos de puerto son necesarios para todos los buques de más de 30 metros. La profundidad del agua en el puerto varía de siete metros de muelles estándar y hasta 40 metros de los muelles exteriores y muelles de cruceros.

## En la cultura popular
En 1995, el puerto fue utilizado como un lugar en la película de James Bond: GoldenEye. Bond (interpretado por primera vez por Pierce Brosnan) trata de detener al villano Onatopp Xenia (Famke Janssen) de robar un helicóptero, pero ella se escapa cuando el enlace es frustrado por la policía local que no son conscientes de quién es.